# Straning-Grafenberg
Straning-Grafenberg is een gemeente in de Oostenrijkse deelstaat Neder-Oostenrijk, gelegen in het district Horn (HO). De gemeente heeft ongeveer 800 inwoners.

## Geografie
Straning-Grafenberg heeft een oppervlakte van 26,47 km². Het ligt in het noordoosten van het land, ten noordwesten van de hoofdstad Wenen en iets ten zuiden van de grens met Tsjechië.
Altenburg · Brunn an der Wild · Burgschleinitz-Kühnring · Drosendorf-Zissersdorf · Eggenburg · Gars am Kamp · Geras · Horn · Irnfritz-Messern · Japons · Langau · Meiseldorf · Pernegg · Röhrenbach · Röschitz · Rosenburg-Mold · Sigmundsherberg · Sankt Bernhard-Frauenhofen · Straning-Grafenberg · Weitersfeld
- Gemeinsame Normdatei: 4282677-9
- MusicBrainz: d9b1d47d-05dd-45c5-9b3c-9037be40735d
- Virtual International Authority File: 235154535
- WorldCat: E39PBJfMh3XDRvxYcj3vG3vGpP